# Ludger Müller
Ludger Müller (* 25. August 1952 in Ratingen; † 19. April 2020) war ein deutscher römisch-katholischer Kirchenrechtler.

## Leben
Müller studierte von 1972 bis 1985 die Fächer Katholische Theologie, Philosophie, Musikwissenschaft, Geschichte und Kanonisches Recht an den Universitäten in Bonn, Münster, Eichstätt und München. 1982 schloss er sein Studium mit einem Lic. theol. in Eichstätt ab. Er war wissenschaftlicher Mitarbeiter bei Hubert Müller an der Rheinischen Friedrich-Wilhelms-Universität Bonn (1980/1981) und bei Peter Krämer an der Katholischen Universität Eichstätt (1981 bis 1985). 1985 wurde er bei Peter Krämer mit einer kirchenrechtlichen Arbeit über den Jesuiten Franz Xaver Zech zum Dr. theol. promoviert. 1990 wurde er in München mit der Arbeit über den Rechtscharakter der kirchlichen Rechtsordnung promoviert. Nach kurzer Tätigkeit als Offizialatsrat in Osnabrück war er von 1986 bis 2000 wissenschaftlicher Angestellter am Kanonistischen Institut der Ludwig-Maximilians-Universität München. 1996 habilitierte sich Müller für das Fach Kirchenrecht und kirchliche Rechtsgeschichte in München mit der Schrift „Der Rechtsbegriff im Kirchenrecht. Zur Abgrenzung von Recht und Moral in der deutschsprachigen Kirchenrechtswissenschaft des 19. und 20. Jahrhunderts“. Er war als Privatdozent in München und Lehrbeauftragter in Regensburg und Eichstätt tätig.
Nach einer Lehrstuhlvertretung für Kirchenrecht an der Otto-Friedrich-Universität Bamberg erhielt er 2000 einen Ruf auf den Lehrstuhl für Kanonisches Recht an der Katholisch-Theologischen Fakultät der Universität Wien. Seit 2001 war er ständiger Gastprofessor an der Theologischen Fakultät Lugano (Facoltà di Teologia di Lugano). 2016/17 war er als Supplent für Kirchenrecht an der Philosophisch-Theologischen Hochschule der Diözese St. Pölten tätig und zugleich Lehrender und Mitglied des Instituts für Kirchengeschichte und Kirchenrecht der Philosophisch-Theologischen Hochschule Heiligenkreuz. Im Oktober 2017 wurde er als Universitätsprofessor in den Ruhestand versetzt.
Müller war Diözesanrichter in Osnabrück sowie an den Konsistorien Augsburg, München und Regensburg und an den Erzbischöflichen Offizialaten Freiburg im Breisgau, Köln und Bamberg tätig. Ab 2006 war er Ehebandverteidiger, Kirchenanwalt und Vernehmungsrichter am Bischöflichen Diözesangericht St. Pölten.
Im April 2011 wurde Müller von Papst Benedikt XVI. zum Konsultor des Päpstlichen Rates für die Gesetzestexte ernannt.
Ludger Müller war mit der Theologin Petra Ritter-Müller verheiratet. Er wurde am 22. September 2013 im Stift Melk von Bischof Klaus Küng für die Diözese St. Pölten zum Diakon geweiht.

## Schriften
- Kirche, Staat, Kirchenrecht. Pustet, Regensburg 1986, ISBN 3-7917-1024-9.
- Kirchenrecht – analoges Recht? EOS-Verlag, St. Ottilien 1990, ISBN 3-88096-576-5.
- Der Rechtsbegriff im Kirchenrecht. EOS-Verlag, St. Ottilien 1999, ISBN 3-88096-352-5.
- mit Stephan Leimgruber: Religionsunterricht zwischen Norm und Wirklichkeit. Bonifatius, Paderborn 2000, ISBN 3-89710-082-7.
- mit Libero Gerosa: Kirche ohne Recht? Stand und Aufgaben der Kirchenrechtswissenschaft heute. Bonifatius, Paderborn 2003, ISBN 3-89710-082-7.
- als Hrsg.: „Strafrecht“ in einer Kirche der Liebe: Notwendigkeit oder Widerspruch? Lit-Verlag, Berlin/Münster 2006, ISBN 3-8258-9272-7.
- als Hrsg. mit Wilhelm Rees: Geist – Kirche – Recht (= Kanonistische Studien und Texte, Bd. 62). Festschrift für Libero Gerosa zum 65. Geburtstag. Duncker & Humblot, Berlin 2014, ISBN 978-3-428-14393-1.
- als Hrsg. mit Martin Krutzler: Codex Canonum Ecclesiarum Orientalium. Kodex der Kanones der Orientalischen Kirchen in lateinisch-deutscher Ausgabe. Bonifatius, Paderborn 2020, ISBN 978-3-89710-875-2.
- Müller verfasste zahlreiche Artikel im Biographisch-Bibliographischen Kirchenlexikon (BBKL).